# Альфред Гармсворт (адвокат)
Альфред Гармсворт (3 липня 1837 — 16 липня 1889) був британським адвокатом і батьком кількох провідних власників газет Сполученого Королівства, п’ятеро з яких були удостоєні спадкових титулів — два віконти, один барон і два баронети. Інший син розробив культову пляшку мінеральної води Perrier у формі цибулини.

## Раннє життя
Альфред Гармсворт народився 3 липня 1837 року в Мерілебоні, Лондон, як єдиний син Чарльза Гармсворта та Ханни Картер.

## Сім'я
21 вересня 1864 року в церкві Святого Стефана в Дубліні він одружився з Джеральдін Мері Маффетт, однією з восьми дітей Вільяма Маффетта, земельного агента в графстві Даун, і його другої дружини Маргарет Фінлейсон.
Вони жили в Дубліні до 1867 року, коли переїхали до Лондона, спочатку до Сент-Джонс-Вуд, а пізніше до Хемпстеда, коли статок сім’ї занепав, частково через «прихильність Гармсворта до алкоголю», хоча частково їм завжди бракувало грошей. через таку кількість дітей.
У Хармсвортів було 14 дітей (десять синів і чотири дочки), троє з яких померли в дитинстві:
- Альфред Гармсворт, 1-й віконт Норткліфф (1865–1922)
- Джеральдін Аделаїда Гамільтон Гармсворт (1866–1945), вийшла заміж за сера Лукаса Вайта Кінга, матір Сесіла Гармсворта Кінга[5]
- Гарольд Гармсворт, 1-й віконт Ротермір (1868–1940)
- Сесіл Гармсворт, 1-й барон Гармсворт (1869–1948)
- Сер Лестер Гармсворт, 1-й баронет (1870–1937)
- Сер Гілдебранд Гармсворт, 1-й баронет (1872–1929)
- Вайолет Грейс Гармсворт (1873–1961), одружена з Вілфрідом Уайлдом[4]
- Чарльз Гармондсворт Гармсворт (1874–1942)
- Вільям Альберт Сент-Джон Гармсворт (1876–1933)
- Мод Сара Гармсворт (1877–1878)
- Крістабель Роуз Гармсворт (1880–1967), мати Крістабель Біленберг (уроджена Бертон), діячка нацистського опору
- Вів'ян Джордж Гармсворт (1881–1957)
- Мюріел Гармсворт (1882–1882) (незважаючи на ім’я, Мюріел була хлопчиком)
- Гаррі Стенлі Гіффард Гармсворт (1885–1887)

У 1939 році було п'ять жінок, які мали право на стиль леді Хармсворт.

## Кар'єра

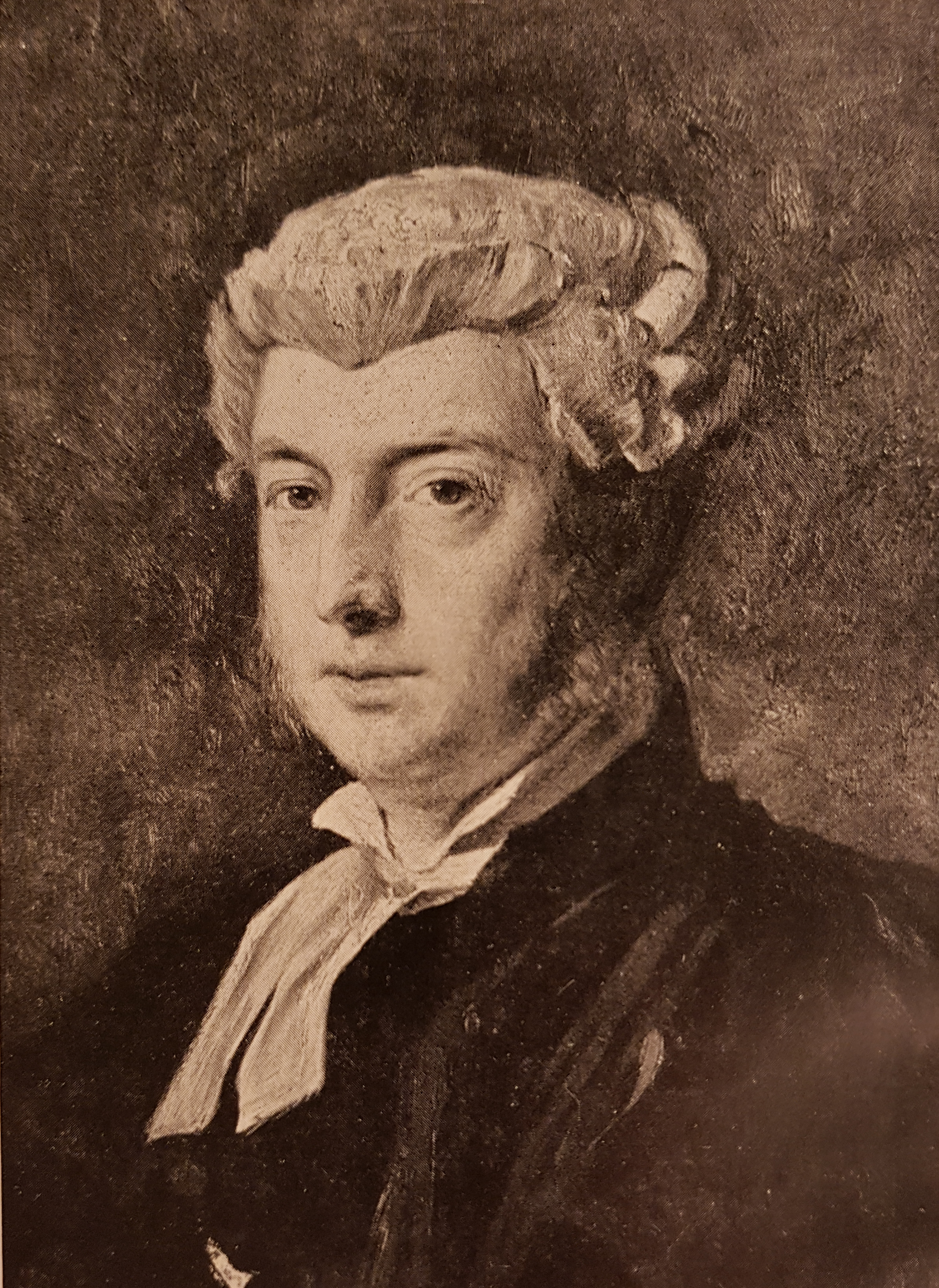
Альфред Гармсворт Сеймур Лукас, РА

Гармсворт був адвокатом Міддл Темпла та одним із постійних радників Великої Північної залізниці. Його описали як «невдалого» адвоката. Лише після його смерті прес-імперія, створена його синами, «справді злетіла». Гармсворт був засновником Дебатного клубу Сільван, секретарем якого він був протягом кількох років.

## Смерть
Гармсворт помер 16 липня 1889 року Він похований на кладовищі Іст-Фінчлі. Він помер від цирозу печінки, як і його син Гільдебранд, обом було за 50 років.

## Подальше читання
- Ферріс, Пол (1971). Будинок Норткліффа: Гармсворти з Фліт-стріт . Лондон: Weidenfeld and Nicolson .ISBN 978-0297993865 .OCLC 281447OCLC 281447.